# Apremont (Haute-Saône)
Apremont ist eine Gemeinde im französischen Département Haute-Saône in der Region Bourgogne-Franche-Comté.

## Geographie
Apremont liegt auf einer Höhe von 202 m über dem Meeresspiegel, sieben Kilometer südwestlich von Gray und etwa 40 Kilometer westnordwestlich der Stadt Besançon (Luftlinie). Das Dorf erstreckt sich im Südwesten des Départements, in der Ebene von Gray auf einer Terrasse am südlichen Rand der Talebene der Saône, gegenüber von Mantoche.
Die Fläche des 14,40 km² großen Gemeindegebiets umfasst einen Abschnitt der leicht gewellten Landschaft zwischen den Talebenen von Saône im Norden und Ognon im Süden. Eingefasst wird das Gebiet im Westen durch die Saône, im Norden durch einen Seitenkanal der Saône, der hier einen nach Südosten ausgreifenden Flussbogen abschneidet. Die Saône fließt nach Südwesten durch eine Alluvialebene, die durchschnittlich auf 180 m liegt und eine Breite von ungefähr drei Kilometern aufweist. Vom Flusslauf erstreckt sich das Gemeindeareal nach Südosten auf das angrenzende Plateau (im Mittel auf 210 m). Es ist aus tertiären Sedimenten aufgebaut und wird überwiegend landwirtschaftlich genutzt. Das Plateau wird durch das Tälchen des Ruisseau la Roye untergliedert. Mit 226 m wird am Rand des Bois de la Roture die höchste Erhebung von Apremont erreicht.
Nachbargemeinden von Apremont sind Mantoche und Esmoulins im Norden, Champvans und Le Tremblois im Osten, Germigney im Süden sowie Talmay und Essertenne-et-Cecey im Westen.

## Geschichte
Das Gebiet von Apremont war bereits in prähistorischer Zeit besiedelt. Auf dem Gemeindeboden wurden zwei Tumuli aus der gallischen Zeit sowie Mosaike aus gallorömischer Zeit gefunden. Seit dieser Zeit befand sich bei Apremont eine viel begangene Furt der Saône.
Im Mittelalter gehörte Apremont zur Freigrafschaft Burgund und darin zum Gebiet des Bailliage d’Amont. Die Existenz der Herrschaft Apremont ist seit dem 9. Jahrhundert belegt. Apremont entwickelte sich früh zu einem kleinen Burgflecken. Im 12. Jahrhundert gründete die Abtei Saint-Claude ein Priorat, das später in die Abhängigkeit des Klosters Acey überging. Im Jahr 1312 wurde ein Spital gegründet. Der Burgflecken wurde 1470 von Truppen des französischen Königs Ludwig XI. zerstört. Zusammen mit der Franche-Comté gelangte Apremont mit dem Frieden von Nimwegen 1678 definitiv an Frankreich. Heute ist Apremont Mitglied des 16 Ortschaften umfassenden Gemeindeverbandes Communauté de communes du Val de Gray.

## Sehenswürdigkeiten
Die Kirche Saint-Barthélemy wurde im 19. Jahrhundert im neugotischen Stil neu erbaut. Von der mittelalterlichen Burg sind nur wenige Überreste erhalten. Um 1750 wurde das heutige Château d’Apremont im Renaissancestil errichtet. Von 1839 stammt das überdachte Lavoir, das einst als Waschhaus und Viehtränke diente.

## Bevölkerung
| Jahr                       | 1962 | 1968 | 1975 | 1982 | 1990 | 1999 |
| Einwohner                  | 390  | 372  | 380  | 372  | 362  | 362  |
| Quellen: Cassini und INSEE |      |      |      |      |      |      |

Mit 396 Einwohnern (2004) gehört Apremont zu den kleinen Gemeinden des Département Haute-Saône. Nachdem die Einwohnerzahl in der ersten Hälfte des 20. Jahrhunderts deutlich abgenommen hatte (1896 wurden noch 660 Personen gezählt), wurden seit Beginn der 1960er Jahre nur noch geringe Schwankungen verzeichnet.

## Wirtschaft und Infrastruktur
Apremont war bis weit ins 20. Jahrhundert hinein ein vorwiegend durch die Landwirtschaft (Ackerbau, Obstbau und Viehzucht) und die Forstwirtschaft geprägtes Dorf. Heute gibt es verschiedene Betriebe des lokalen Kleingewerbes, darunter ein Betrieb des Baumaschinenbaus und ein Kieswerk. In den letzten Jahrzehnten hat sich das Dorf zu einer Wohngemeinde gewandelt. Viele Erwerbstätige sind deshalb Wegpendler, die in den größeren Ortschaften der Umgebung ihrer Arbeit nachgehen.
Die Ortschaft liegt abseits der größeren Durchgangsachsen an einer Departementsstraße, die von Gray nach Broye führt. Weitere Straßenverbindungen bestehen mit Mantoche und Champvans.

## Persönlichkeiten
- Xavier de Montépin (1824–1902), französischer Romanautor